# Dirndl

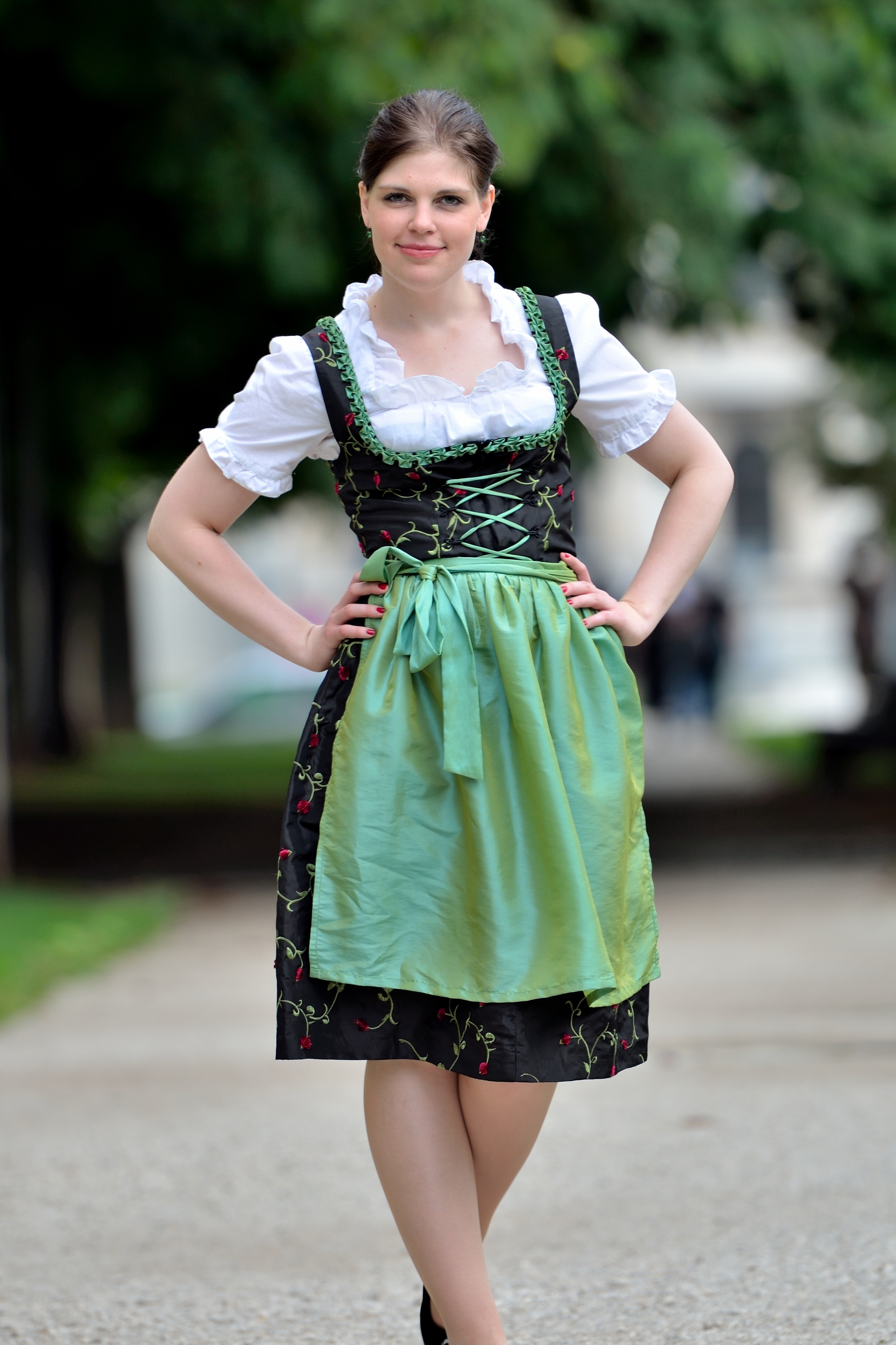
Dívka v dirndlu

Dirndl je tradiční ženský lidový kroj nošený především v Rakousku a v jižním Německu (zvláště v některých oblastech Bavorska), který má kořeny v historickém venkovském oděvu německy hovořících regionů alpských zemí – Německa, Rakouska a Lichtenštejnska. V současnosti je dirndl také součástí módního ženského oblékání i mimo oblasti svého tradičního rozšíření, a to zvláště při lidových slavnostech.

## Popis
Dirndl sestává ze tří hlavních částí: šatů, blůzky a zástěry. Horní část šatů tvoří těsně upnutý živůtek s hlubokým kvadratickým nebo častěji kruhovým výstřihem, často vpředu se zapínáním (zip, šněrování, háčky a očka), spodní část tvoří široká sukně, jejíž délka se mění podle aktuální módy. Pod tyto šaty se obléká blůzka (většinou bílá, s nabíranými polodlouhými rukávy nebo krátkými rukávky), celek doplňuje zástěra, jež se uvazuje v pase. Tradiční součástí je kapsa vpředu nebo po straně šatů, jež je skrytá pod zástěrou. Dirndl je doplňován šátkem přes ramena nebo na krk. Oděv se šije z tradičních materiálů (bavlna, len, hedvábí), v závislosti na tom, při jaké příležitosti má být dirndl nošen. Další součásti moderního dirndlu jsou spodnička a správná podprsenka, která vykouzlí vysněný výstřih. U spodničky je třeba dbát na formu. Jestliže majitelce vykukuje zpod sukně, je to považováno za flirtování.
Název pochází ze zastaralého německého výrazu Dirn – ženská služebná; jmenovitě se tak označovaly alpské venkovanky. V jihoněmeckých dialektech, např. v Bavorsku, znamená termín Dirndl (das Dirndl) nejen oděv, ale i označení mladé dívky. Nelze jej však vztahovat k výrazu používanému pro prostitutky – Dirne (dříve Lustdirne).
Zimní dirndl je těžký, vyrobený z teplých, hřejivých materiálů. Naopak dirndl nošený v létě je lehký, světlý, živých barev.

## Historie

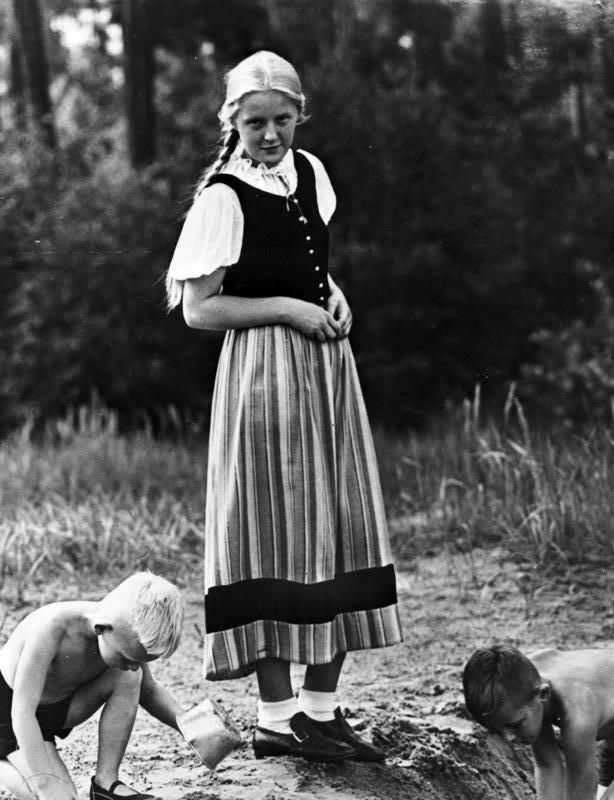
Dívka v dirndlu na fotografii
z roku 1933

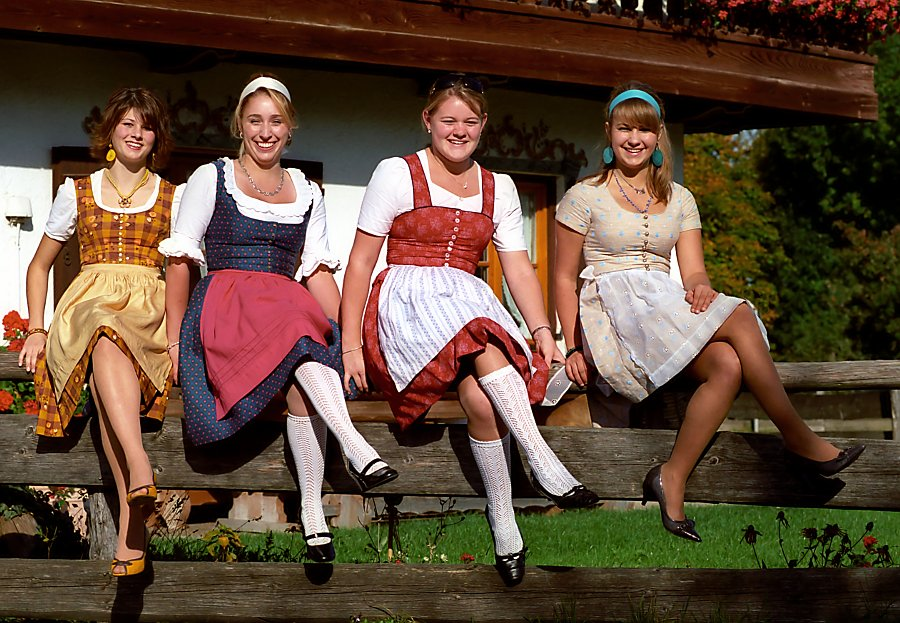
Dívky v dirndlech

Dirndl, pocházející z východních oblastí Alp, byl původně prostým lidovým, výlučně venkovským oděvem. Později ho nosily i ve městech služebné nebo pracující ženy, z nichž mnohé byly původem z venkova. Od 70.–80. let 19. století ho začaly nosit i ženy z vyšších společenských tříd a aristokracie jako oblíbený letní oděv a dirndl se stal velmi módním oblečením. Známými představiteli aristokracie, s oblibou nosícími lidový, resp. venkovský oděv, byli rakouský císař František Josef I. a jeho manželka Alžběta Bavorská, zvaná Sissi.
Moderní dirndl se rozšířil v Mnichově, hlavním městě Bavorska, i díky obchodu "Wallach", vlastněnému židovskými obchodníky Juliem a Moritzem Wallachovými; zde se prodávaly látky a materiál k výrobě těchto oděvů. Bratří krom toho organizovali přehlídky při Oktoberfestu a operetní představení v divadle „Im Weißen Rössl“ (U bílého koníčka), což napomohlo k rozšíření dirndlu i mezi vyššími vrstvami společnosti ve městě; jméno Wallach se stalo synonymem pro moderní dirndl v Mnichově a Horním Bavorsku. V roce 1939 byli Wallachovi v důsledku rasistické politiky Adolfa Hitlera přinuceni svůj podnik prodat; po druhé světové válce ho však dostali zpět.

### Dirndl vs. tradiční lidový kroj
Je důležité rozlišovat mezi dirndlem a lidovým krojem, který je typický pro ten který region, ba i vesnici, které měly původně každý/každá svůj vlastní styl, kroj. Lidový kroj má určité znaky a různé detaily, podle kterých lze rozlišit jak místo původu, tak i sociální postavení nositele/nositelky. Dirndl (především v současné podobě) tyto charakteristické rozlišující detaily postrádá, je silně stylizovaný, ale je zřetelně ovlivněn typickým krojem bavorským. Rozlišuje se také mezi typickým dirndlem (jednodílný oděv se zástěrou, z látek s tradičními vzory a výšivkami) a venkovským domácím oděvem, zhotoveným z šedého nebo barevného lnu, někdy s koženým živůtkem nebo lemováním.

### Symbolika

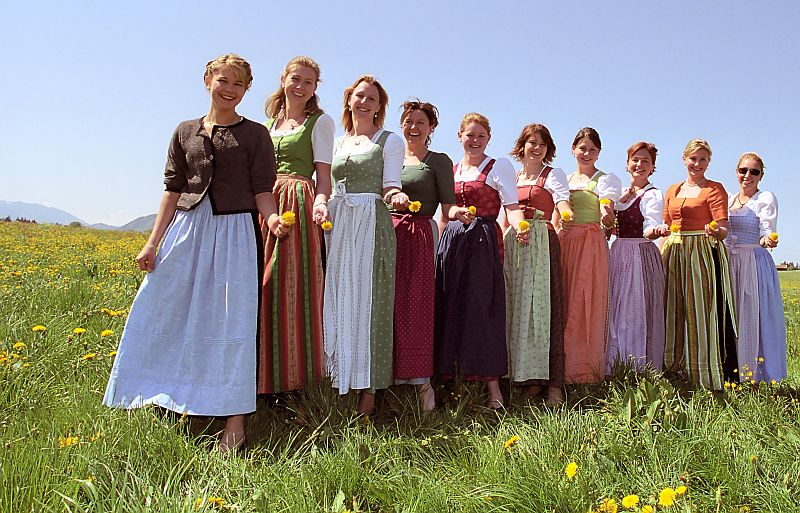
Dirndly v různých barvách a tvarech

Tkanice, jimiž je uvázána zástěra, jsou důležitým symbolem informujícím o stavu její nositelky: je-li uzel uvázán na pravé straně, jde o vdanou, zasnoubenou nebo zadanou ženu, je-li na straně levé, je jeho nositelka svobodná a „k mání“. Vpředu uvázaný uzel symbolizoval panenství mladé ženy, pouze vdovy nosily uzel vzadu. Není jasné, odkud tato symbolika pochází, podle všeho však nejde o zcela tradiční, ale spíše novodobou záležitost.

## Užití dnes
Třebaže dirndl vyhlíží jako prostý a běžný úbor, je často velmi nákladnou záležitostí.
Dnes je dirndl v zemích svého původu stále populárnější a s oblibou se v Bavorsku a Rakousku stále nosí, samozřejmě již ne jako běžný, každodenní oděv, ale jako úbor pro zvláštní příležitosti a svátky (podobně jako lidový kroj v našich zemích nebo kilt ve Skotsku). Jeho nošení se považuje za výraz národní hrdosti a sounáležitosti s regionem. Mnohé ženy ovšem nosí dirndl i proto, že jej považují za „sexy“ – dirndl zdůrazňuje ženské křivky a pomáhá zvýšit erotickou přitažlivost nositelky. Na druhou stranu může i skrývat eventuální nedostatky postavy.
Dívky a ženy oblečené v dirndlu je možno mj. vidět na populárním festivalu Oktoberfest v Mnichově, který se hovorově nazývá Wiesn („Louka“). Nosí ho často také turistické průvodkyně, číšnice a samozřejmě i zpěvačky lidových písní. Dirndly pronikly i do mnoha jiných zemí, kde žijí němečtí vystěhovalci slavící Oktoberfest, například do Spojených států a do Venezuely (osada Colonia Tovar blízko Caracasu).